# Ретинопатия недоношенных
Ретинопати́я недоно́шенных — тяжёлое заболевание глаз, развивающееся преимущественно у глубоконедоношенных детей, сопровождающееся изменениями в сетчатке и стекловидном теле. Появление симптома «белого зрачка» или лейкокории требует проведения тщательного диагностического поиска.
Заболевание часто приводит к безвозвратной потере зрительных функций. Возможность развития ретинопатии недоношенных связана со сроком и массой тела при рождении, наличием тяжёлых изменений дыхательной, кровеносной и нервной систем, а также с адекватностью проводимых мер по выхаживанию младенца. Это заболевание впервые выявлено у недоношенного ребёнка в 1942 году (тогда оно называлось как ретролентальная фиброплазия), до сих пор причины возникновения, прогрессирования и самопроизвольного регресса заболевания полностью не ясны и только изучаются. С начала 90-х годов исследования в этой области перешли на новый качественный уровень. Во многом это было связано с резким ростом выживаемости глубоко недоношенных детей в развитых странах и соответственно появлением большого количества детей с терминальными стадиями ретинопатии.

## Этиология
За последнее десятилетие учёные пришли к единому мнению о многофакторности возникновения заболевания (то есть наличие многих факторов риска), разработали единую классификацию заболевания и доказали эффективность профилактического лазер- и криохирургического лечения. До сих пор ведутся разработки хирургических операций в активных и рубцовых стадиях болезни. На данном этапе развития офтальмологии бесспорным считается тот факт, что развитие ретинопатии недоношенных происходит именно у незрелого младенца, как нарушение нормального образования сосудов сетчатки (которое завершается к 40 неделе внутриутробного развития, то есть к моменту рождения доношенного ребёнка). Известно, что до 16 недель внутриутробного развития сетчатка глаза плода не имеет сосудов. Рост их в сетчатку начинается от места выхода зрительного нерва по направлению к периферии. К 34 неделе завершается формирование сосудистой сети в носовой части сетчатки (диск зрительного нерва, из которого растут сосуды, находится ближе к носовой стороне). В височной части рост сосудов продолжается до 40 недель. Чем раньше родился ребёнок, тем меньше площадь сетчатки, покрытая сосудами, то есть при офтальмологическом осмотре выявляются более обширные зоны без сосудов или аваскулярные зоны. Если ребёнок родился до 34 недели, то аваскулярные зоны сетчатки выявляют на периферии с височной и носовой сторон.
Основными факторами риска развития ретинопатии недоношенных является следующее:
- малый срок гестации (то есть рождение ребёнка раньше времени — до 38—40 недель) и незрелость (ребёнок может быть незрелым и при родах в срок)
- низкая масса тела при рождении
- интенсивность и длительность ИВЛ и кислородотерапии (пребывание в кувезе)
- сопутствующая патология плода
- наличие у матери хронических воспалительных гинекологических заболеваний во время беременности, кровотечения в родах.

## Патогенез
После рождения у недоношенного ребёнка на процесс образования сосудов действуют различные патологические факторы — внешняя среда, свет, кислород, которые могут привести к развитию ретинопатии недоношенных. Основным проявлением ретинопатии недоношенных является остановка нормального образования сосудов, прорастание их непосредственно внутрь глаза в стекловидное тело. Рост сосудистой и вслед за ней молодой соединительной ткани вызывает натяжение и отслойку сетчатки. Как было сказано ранее, наличие аваскулярных зон на периферии глазного дна не является заболеванием, это лишь свидетельство недоразвития сосудов сетчатки, и соответственно, возможности развития ретинопатии в дальнейшем.
В развитии ретинопатии недоношенных выделяют 3 периода:
1. Активный (до 6-месячного возраста), включающий изменения сосудов сетчатки (изменение артерий, расширение вен, извитость сосудов, помутнение стекловидного тела, кровоизлияния в стекловидном теле, формирование тракционной отслойки сетчатки, реже отрывов и разрывов сетчатки (регматогенная отслойка сетчатки) или их сочетания.
2. Период обратного развития (от 6-месячного возраста до 1 года). Возможен на ранних стадиях активного периода до изменений в стекловидном теле.
3. Рубцовый период (после 1 года жизни). Может сопровождаться формированием миопии средней и высокой степени, разрывами и отслойкой сетчатки, развитием помутнений хрусталика, повышением внутриглазного давления, уменьшением глазных яблок (субатрофией).

В некоторых случаях может происходить смещение хрусталика и радужки кпереди, с уменьшением передней камеры глаза, развитием дистрофии роговицы и её последующим помутнением.
В некоторых случаях происходит обратное развитие симптомов болезни с частичным или полным регрессом. В случае частичного регресса характерно формирование симптома «кометы», представляющего собой тракционную макулопатию, то есть смещение центрального отдела сетчатки под действием рубцового натяжения в височную сторону, с характерным видом узкорасположенных в виде «хвоста кометы» магистральных сосудов, отходящих от диска зрительного нерва.

## Диагностика
Начиная с 34 недели развития (или с 3 недели жизни) ребёнок нуждается в осмотре офтальмолога, имеющего специальное оборудование для осмотра сетчатки глаза у маленьких детей. Такой контроль необходим всем детям, рождённым до 35 недель и с массой тела при рождении менее 2000 гр.. При выявлении признаков ретинопатии недоношенных осмотры проводят каждую неделю (при так называемой «плюс»-болезни — каждые 3 дня) до момента развития пороговой стадии (на этой стадии решается вопрос о проведении профилактического хирургического лечения) или полного регресса заболевания. При регрессе патологического процесса осмотр можно проводить 1 раз в 2 недели. Осмотр проводят с обязательным расширением зрачка, с применением специальных детских векорасширителей (чтобы не оказывать давление пальцами на глаз).
Чаще всего пороговая стадия ретинопатии недоношенных развивается к 36-42 неделе развития (1-4 месяцам жизни), поэтому родители недоношенного ребёнка должны знать, что в этот период он должен быть осмотрен специалистом (окулистом, имеющим специальное оборудование и знающим о признаках активной ретинопатии).
Активная ретинопатия — это стадийный патологический процесс, который может завершиться регрессом с полным исчезновение проявлений заболевания или рубцовыми изменениями.
Согласно международной классификации активная ретинопатия подразделяется по стадиям процесса, его локализации и протяжённости.
- 1 стадия: появление разделительной беловатой линии на границе сосудистой и аваскулярной сетчатки. При выявлении 1 стадии должно быть назначено профилактическое лечение кортикостероидами и если ребёнок получает дополнительную кислородотерапию — антиоксидантами. С этого момента наблюдение должно проводиться еженедельно для коррекции лечения при прогрессировании или до полного регресса заболевания (если ребёнок выписывается из стационара — наблюдение у окулиста по катамнезу). Если ретинопатия 1 стадии не прогрессирует после 38 недель и соматическое состояние ребёнка стабильное, то периодичность осмотров можно увеличить до 2 недель.
- 2 стадия: появление вала на месте линии. Производится увеличение дозировки кортикостероидов, ограничивается использование препаратов, расширяющих сосуды, по возможности, постепенно снижается концентрация дополнительного кислорода.
- 3 стадия: характеризуется появлением в области вала серой ткани, уплотнения стекловидного тела над валом с втягиванием сосудов сетчатки в стекловидное тело и развитием натяжения сетчатки с тенденцией к её отслойке.
- 4 стадия: частичная отслойка сетчатки (А — центральный, макулярный отдел прилежит, В — макулярная область — отслоена).
- 5 стадия: полная отслойка сетчатки.

Отдельно выделяются «плюс»-болезнь и задняя злокачественная форма, как наиболее неблагоприятные формы активной ретинопатии. Заболевание начинается раньше, чем классическая ретинопатия, не имеет четко определяемых стадий, быстро прогрессирует и приводит к отслойке сетчатки не достигая пороговой стадии. Патологический процесс характеризуется резким расширением сосудов сетчатки, выраженным отеком стекловидного тела, кровоизлияниями по ходу сосудов, расширением сосудов радужки, часто с невозможностью расширения зрачка. Эффективность лечения при злокачественных формах ретинопатии недоношенных пока остаётся низкой. При «плюс»-болезни осмотр проводится 1 раз в 3 дня. После 1 года жизни дети с рубцовой ретинопатией недоношенных наблюдаются у окулиста пожизненно.
Если активный процесс достиг в своём развитии 3 и более стадий, то после его завершения (с профилактическим лечением или без него) на глазном дне формируются рубцовые изменения различной степени выраженности.
- 1 степень: минимальных изменений на периферии глазного дна
- 2 степень: дистрофические изменения в центре и на периферии, остатки рубцовой ткани
- 3 степень: деформация диска зрительного нерва, со смещением центральных отделов сетчатки
- 4 степень: наличие складок сетчатки, сочетающихся с изменениями характерными для 3-й стадии
- 5 степень: полная, чаще воронкообразная, отслойка сетчатки.

При первой и второй степени может сохраняться достаточно высокая острота зрения, при развитии третьей и более степеней происходит резкое, часто безвозвратное снижение остроты зрения.

## Лечение
Лечение ретинопатии зависит от стадии процесса. Выделяют 2 основных направления:
1. Консервативное — закапывание капель, назначаемых врачом офтальмологом. Чаще всего это витаминные и гормональные препараты. Эффективность слабовыражена.
2. Хирургическое. Выбор метода хирургического вмешательства зависит от стадии процесса.
  - Как правило проводят лазерную или криохирургическую (жидким азотом) коагуляцию сетчатки. Коагуляция сетчатки (предпочтительно проведение лазерной коагуляции, в связи с менее выраженными отдалёнными неблагоприятными последствиями) способствует предотвращению отслойки сетчатки.
  - Другой метод хирургического лечения, проводимый при развитии отслойки сетчатки — витрэктомия (удаление стекловидного тела) опытными хирургами-офтальмологами в специализированных лечебных учреждениях. У половины больных имеется трагическое несоответствие между удачным хирургическим решением проблемы (то есть технически успешно проведённой операцией) и отсутствием зрения прооперированного пациента. Множество причин и факторов ведёт к таким неудовлетворительным результатам. К ним относятся недоразвитие фоторецепторов сетчатки и их повреждение (как в процессе самой ретинопатии, так и при проведении хирургического лечения), наличие тяжёлой сопутствующей патологии ЦНС, врождённое повреждение проводящих зрительных путей и подкорковых центров.
3. Транскраниальная магнитотерапия — определение эффективности данного метода требует дальнейших исследований.

Следует подчеркнуть, что в 70-80 % случаев при 1-2 стадиях ретинопатии недоношенных возможно самопроизвольное излечение заболевания с минимальными остаточными изменениями на глазном дне.
Когда рост ткани и сосудов внутрь глаза распространился на достаточно обширной области, такое состояние принято считать пороговой стадией ретинопатии недоношенных, тогда процесс прогрессирования её становится практически необратимым и требует срочного профилактического лечения. В этой стадии в последнее время в мире стали использовать не только кортикостероиды, но и блокаторы роста сосудов (Авастин, Луцентис). Ребёнок должен наблюдаться в неонатальном отделении, в котором может быть проведено профилактическое лечение. Несмотря на далеко зашедший процесс, при небольшой протяжённости вала с тканью и сосудами, также как и в первых двух стадиях активной ретинопатии недоношенных, возможен самопроизвольный регресс, однако, остаточные изменения при этом более выражены.
Эффективность профилактической лазерной и криокоагуляции аваскулярной сетчатки колеблется в пределах 50-80 %. Своевременно проведённое лечение позволяет значительно уменьшить число неблагоприятных исходов заболевания. Если операция не выполняется в течение 1-2 дней после диагностики пороговой стадии ретинопатии, то риск развития отслойки сетчатки резко возрастает. При развитии отслойки сетчатки проведение крио-, лазеркоагуляции не возможно. Дальнейший прогноз по развитию зрения на таком глазу крайне неблагоприятный. Операцию чаще проводят под наркозом (реже применяют местную анестезию) во избежание глазо-сердечных и глазо-лёгочных реакций. Оценку результатов лечения проводят через несколько дней для решения вопроса о повторе процедуры. Об эффективности профилактического лечения можно судить через 2-3 недели после формирования рубцов на месте вала. Если лечение не было проведено или не было достигнуто эффекта после проведённого лечения (тяжёлое течение ретинопатии недоношенных)развиваются терминальные стадии.
Так на 4 стадии решается вопрос о проведении ранней витректомии для профилактики развития тотальной отслойки сетчатки. Особенная важность своевременной диагностики 4 стадии ретинопатии определяется необходимостью проведения раннего хирургического лечения при начальной отслойке сетчатки. Чем раньше будет проведено витреохирургическое вмешательство, тем лучший функциональный эффект будет достигнут при развитии зрения у недоношенного ребёнка. Особенностью ранней хирургии при 4 стадиях ретинопатии является возможность использования высокотехнологичных методик и инструментов, позволяющих проводить манипуляции на стекловидном теле и сетчатке с сохранением хрусталика через микродоступы диаметром менее 0,5 мм. Это улучшает реабилитацию зрения в послеоперационном периоде и существенно сокращает длительность нахождения в стационаре, а также медикаментозную нагрузку на ребёнка. При тотальной высоких локальных отслойках сетчатки (в 4А и 4В стадиях), особенно вулканообразных сохранить хрусталик не удается, а использование современных микротехнологий технически нецелесообразно. Функциональные результаты такой хирургии будут значительно хуже.
Если сетчатка отслоилась по всей поверхности, то развитие предметного зрения уже невозможно — происходит безвозвратное повреждение пигментного эпителия и сенсорных клеток (палочек и колбочек). В этой стадии оперативное лечение проводится в зависимости от степени сосудистой активности на глазном дне, длительности отслойки, соматического состояния ребёнка. Когда процесс достиг 5 стадии так же необходимо проведение целого спектра терапевтических и хирургических мероприятий, направленных на профилактику тяжёлых рубцовых изменений сетчатки и глазного яблока. Оперативное лечение (ленсвитректомию) проводят при помощи микрохирургических компьютерных систем, которые позволяют длительно манипулировать в полости глаза, поддерживая внутриглазное давление.
Показания к хирургическому лечению рубцовых стадий ретинопатии недоношенных строго индивидуальны, определяются степенью и локализацией отслойки сетчатки, а также общесоматическим состоянием ребёнка. В любом случае функциональная и анатомическая эффективность операций ощутима только до 1 года жизни, когда возможно получение повышения остроты зрения и создание условий для роста глаза.
При достижении 5-й стадии ретинопатии недоношенных патологический процесс может продолжаться и приводить к развитию осложнений в виде помутнения роговицы и вторичной глаукомы. Поэтому при развитии контакта роговицы и радужки необходимо безотлагательное хирургическое лечение с целью сохранения глаза (в данном случае речь не идет о повышении остроты зрения). Считается, что если ребёнок перенес даже лёгкие стадии активной ретинопатии недоношенных, или у него имеются невыраженные рубцовые изменения, то у него не происходит формирования полноценной сетчатки. В дальнейшем у таких детей высокий риск развития близорукости, дистрофии и вторичных отслоек сетчатки.

## Связь с алкоголем и курением
Закладка глазного яблока начинается в самом начале I триместра, на 3-й неделе беременности. В этот момент нередко будущая мама ещё не знает, что она беременна, может продолжать вести нездоровый образ жизни (алкоголь, курение), работать на вредном производстве. Дифференциация структур глазного яблока продолжается на протяжении всего срока беременности. Отказ от употребления алкоголя может сильно уменьшить вероятность появления болезни, а государственные пожертвования на лечение заболевания частично являются "налогом на трезвых".